# Haus al-Falasi

Wappen von Dubai

Das Haus al-Falasi (arabisch بيت الفلاسي, DMG Bait al-Falāsī) hat zwei Bedeutungen: Zum einen bezeichnet es den Namen eines Stammes, zum anderen ist es der Name des Al Maktum-Zweigs, welcher die Herrscherfamilie von Dubai stellt.

## Geschichte
Die Al Maktum-Familie stammt aus dem al-Bufalasa-Zweig, heute bekannt als al-Falasi, der Bani-Yas-Stammesföderation, die in weiten Teilen der heutigen Vereinigten Arabischen Emirate die dominierende Macht war. Während der Perlenfischereizeit im Jahr 1833 spaltete sich eine große Gruppe des al-Bufalasa-Zweiges unter der Führung von Maktum bin Buti von Abu Dhabi ab und floh vor der Gewalt von Scheich Khalifah. Dubai wurde ihnen kampflos vom Wali übergeben und im folgenden Herbst schlossen sich ihnen der Großteil ihrer Verwandten an. Fast alle al-Bufalasa ließen sich danach in Dubai nieder.
Unter der Herrschaft von Scheich Maktum bin Hascher (1894–1906) überzeugte er Kaufleute aus Lingeh im Iran, in Dubai zu bleiben, indem er keine Steuern garantierte. So wurde eine modernere, kosmopolitischere Stadt mit einer auf Geschäftsinteressen ausgerichteten Ausrichtung etabliert, wofür Dubai heute bekannt ist. In den 1930er Jahren hatte die Bevölkerung Dubais fast 20.000 erreicht, von denen ein Viertel Ausländer waren.
In den 1950er Jahren begann der Khor Dubai zu versanden. Der spätere Herrscher von Dubai, Scheich Raschid bin Said Al Maktum, beauftragte die Ausbaggerung der Wasserstraße, was zu einer erhöhten Handhabung von Fracht in Dubai führte und Dubais Position als Reexport- und Handelszentrum stärkte.

## Mitglieder

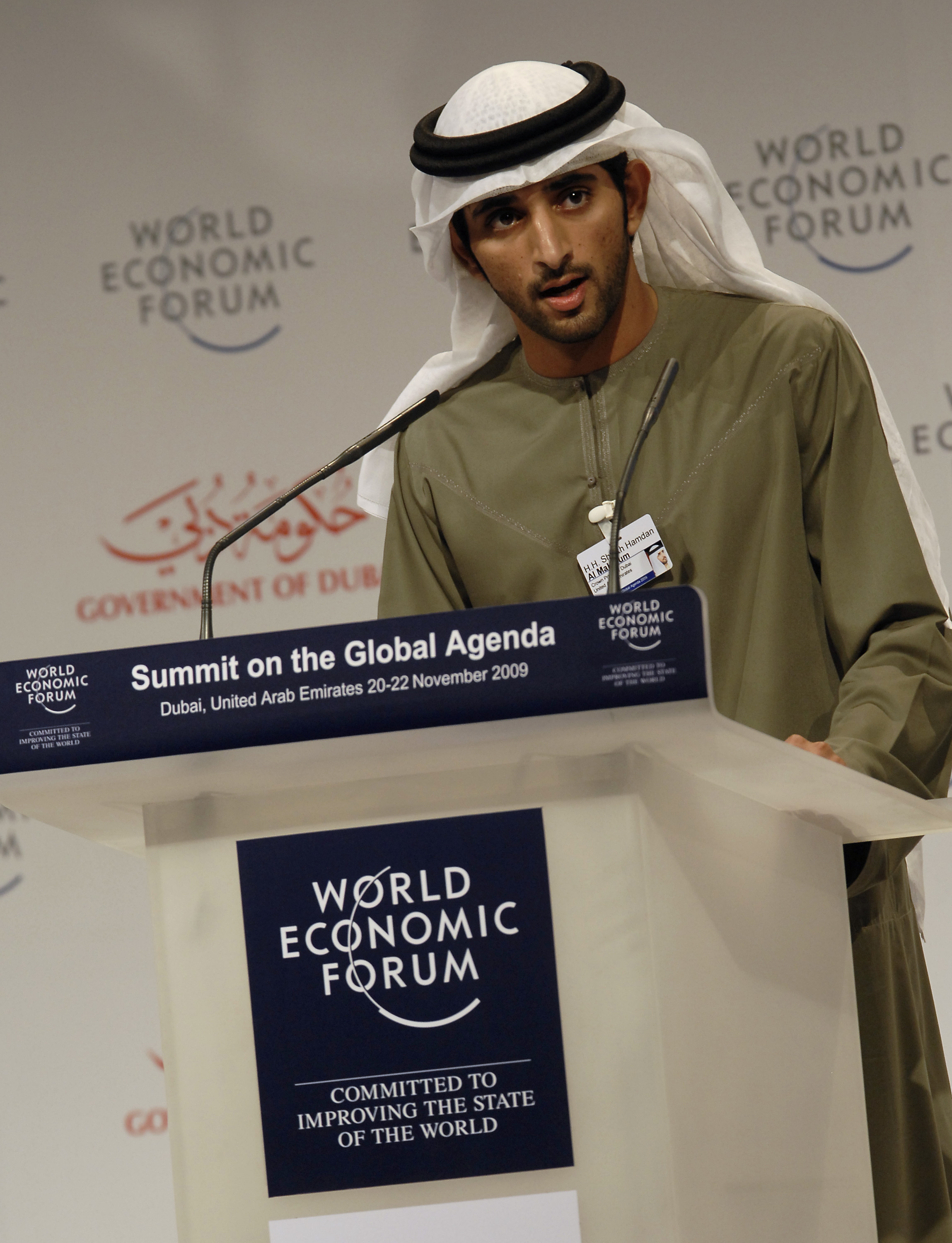
Kronprinz von Dubai, Scheich Hamdan

- Muhammad bin Raschid Al Maktum – Herrscher von Dubai und Anführer des Stammes
- Hind bint Maktum Al Maktum
- Hamdan bin Muhammad Al Maktum – Kronprinz von Dubai
- Haya bint al-Hussein (durch Heirat) – Prinzessin von Jordanien
- Raschid bin Mohammed Al Maktum – Kronprinz von Dubai (1981–2015)
- Maktum bin Mohammed Al Maktum – Stellvertretender Herrscher von Dubai
- Said bin Buti – Herrscher von Dubai (1852–1859)
- Obaid bin Said bin Rashid – Herrscher von Dubai (1833–1836)
- Hascher bin Maktum – Herrscher von Dubai (1859–1886)
- Mani bin Raschid – Herrscher von Dubai (1929–1929)
- Raschid bin Said Al Maktum – Herrscher von Dubai (1958–1990)
- Maktum bin Raschid Al Maktum – Herrscher von Dubai und Vizepräsident der VAE (1990–2006)
- Buti bin Suhail – Herrscher von Dubai (1906–1912)
- Said bin Maktum – Herrscher von Dubai (1912–1958)
- Maktum bin Buti – Herrscher von Dubai (1833–1852)
- Ahmad ibn Said Al Maktum – Präsident des Ministeriums für Zivilluftfahrt, CEO und Vorsitzender der Emirates Group und Vorsitzender von Dubai World
- Lahedsch Saif Said al-Falasi – Vorsitzender der Akademie für technische Ausbildung
- Ahmed bin Raschid Al Maktum – Generalmajor
- Ahmad Belhaul al-Falasi – Staatsminister für Unternehmertum und KMU[4]
- Sultan bin Ahmed bin Sulayem – Vorsitzender von Dubai World
- Mohammad Ali Bin Zayed al-Falasi – Stellvertretender Gouverneur der Zentralbank der VAE[5][6]
- Maitha bint Mohammed Al Maktum – Olympische Athletin in Karate und Taekwondo
- Manal bint Mohammed Al Maktum – Politikerin
- Latifa bint Muhammad Al Maktum
- Madschid bin Mohammed Al Maktum – Philanthrop
- Mohammad al-Qaz – Ehemaliger Vorsitzender der Zentralbank der Vereinigten Arabischen Emirate
- Dschamal Mohammed al-Hai – Executive Senior Vice President des Dubai International Airport, Abgeordneter der VAE
- Said bin Maktum bin Raschid Al Maktum – Olympischer Athlet

## Wappen
Das Wappen des Hauses al-Falasi wird als „Emirat Dubai“ beschrieben und zeigt einen Falken, den Nationalvogel der VAE.